# Supercopa de España femenina 2021
La Supercopa de España femenina 2020-21 fue la II edición del torneo, la cual se realizará en formato de final four. Dicha edición se disputó en Almería en el Estadio de los Juegos Mediterráneos entre el 12 y 16 de enero de 2021. En la final se impuso el Atlético de Madrid frente al Levante U. D. por un marcador de 3 a 0.

## Desarrollo

### Participantes
| Participantes           |                                                                                       |
| Club                    | Condición                                                                             |
| Fútbol Club Barcelona   | (F) finalista de la Copa y campeón de Liga.                                           |
| C. D. E. F. Logroño     | (F) finalista de la Copa.                                                             |
| Club Atlético de Madrid | (M1) 2.º mejor clasificado de la Liga sin presencia en final de Copa (tercer puesto). |
| Levante Unión Deportiva | (M2) 3.º mejor clasificado de la Liga sin presencia en final de Copa (cuarto puesto). |

## Eliminatorias
|  | Semifinales         | Semifinales        |               |       | Final | Final |
|  |                     |                    |               |       |       |       |
|  |                     |                    |               |       |       |       |
|  |                     |                    |               |       |       |       |
|  | Levante U. D.       | 3                  |               |       |       |       |
|  | Levante U. D.       | 3                  |               |       |       |       |
|  | C. D. E. F. Logroño | 1                  |               |       |       |       |
|  | C. D. E. F. Logroño | 1                  | Levante U. D. | 0     |       |       |
|  |                     |                    | Levante U. D. | 0     |       |       |
|  |                     | Atlético de Madrid | 3             |       |       |       |
|  | Atlético de Madrid  | Atlético de Madrid | 3             | 1 (3) |       |       |
|  | Atlético de Madrid  |                    |               | 1 (3) |       |       |
|  | F. C. Barcelona     | 1 (1)              |               |       |       |       |
|  | F. C. Barcelona     | 1 (1)              |               |       |       |       |

### Semifinales
| 12 de enero de 2021, 19:00 HEC; | Levante U. D.                                                 | 3:1 (1:1) | C. D. E. F. Logroño | Estadio de los Juegos Mediterráneos, Almería |                                          |
|                                 | - Esther González 34' - Eva Navarro 60' - Nataša Andonova 73' | Reporte   | - 28' Jade          | Árbitro(s): Ainara Andrea Acevedo Dudley     | Árbitro(s): Ainara Andrea Acevedo Dudley |

| Uniformes | Uniformes |
| --------- | --------- |
|           |           |

| 13 de enero de 2021, 19:00 HEC; | Atlético de Madrid                                     | 1:1 (0:0, 1:1) (t. s.)(3:1 p.) | F. C. Barcelona                                   | Estadio de los Juegos Mediterráneos, Almería |                                 |
|                                 | - van Dongen 67'                                       | Reporte                        | - 90' Alexia                                      | Árbitro(s): Olatz Rivera Olmedo              | Árbitro(s): Olatz Rivera Olmedo |
|                                 |                                                        | Tiros desde el punto penal     |                                                   |                                              |                                 |
|                                 | - Diallo - Castellanos - van Dongen - Laurent - Guagni |                                | - Jennifer Hermoso - Mariona - Melanie - Torrejón |                                              |                                 |

| Uniformes | Uniformes |
| --------- | --------- |
|           |           |

## Final
| 13    | POR   | Andrea Paraluta |     |
| 16    | DEF   | Jucinara Thais  |     |
| 17    | DEF   | María Alharilla | 88' |
| 4     | DEF   | María Méndez    |     |
| 5     | DEF   | Rocío Gálvez    |     |
| 6     | MED   | Sandie Toletti  |     |
| 8     | MED   | Irene Guerrero  | 61' |
| 12    | MED   | Claudia Zornoza |     |
| 18    | MED   | Eva Navarro     | 82' |
| 11    | DEL   | Nataša Andonova | 61' |
| 19    | DEL   | Esther González |     |
| D. T. | D. T. | María Pry       |     |

| 1     | POR   | Hedvig Lindahl         |     |
| 19    | DEF   | Aïssatou Tounkara      |     |
| 3     | DEF   | Alia Guagni            | 80' |
| 4     | DEF   | Laia Aleixandri        |     |
| 5     | DEF   | Merel van Dongen       |     |
| 6     | MED   | Deyna Castellanos      | 68' |
| 10    | MED   | Amanda Sampedro        | 46' |
| 15    | MED   | Silvia Meseguer        |     |
| 20    | MED   | Leicy Santos           | 57' |
| 8     | DEL   | Ludmila da Silva       |     |
| 29    | DEL   | Ajara Nchout           | 80' |
| D. T. | D. T. | José Luis Sánchez Vera |     |

| 10 | MED | Estefanía Banini | 61' |
| 21 | DEL | Alba Redondo     | 61' |
| 17 | DEF | Aldana Cometti   | 82' |
| 9  | DEF | Lucía Gómez      | 88' |

| 7  | MED | Turid Knaak       | 46' |
| 17 | MED | Aminata Diallo    | 57' |
| 18 | MED | Toni Duggan       | 68' |
| 2  | DEF | Grace Kazadi      | 80' |
| 16 | DEL | Rasheedat Ajibade | 80' |

| 18' · 21' · 31' | Castellanos Ajara | 0-1 0-2 0-3 |

| Principal  | Frías Acedo      |
| Asistentes | Fernández Pérez  |
|            | Pardos Mainer    |
| Cuarto     | Martínez Madrona |

| 13    | POR   | Andrea Paraluta |     |
| 16    | DEF   | Jucinara Thais  |     |
| 17    | DEF   | María Alharilla | 88' |
| 4     | DEF   | María Méndez    |     |
| 5     | DEF   | Rocío Gálvez    |     |
| 6     | MED   | Sandie Toletti  |     |
| 8     | MED   | Irene Guerrero  | 61' |
| 12    | MED   | Claudia Zornoza |     |
| 18    | MED   | Eva Navarro     | 82' |
| 11    | DEL   | Nataša Andonova | 61' |
| 19    | DEL   | Esther González |     |
| D. T. | D. T. | María Pry       |     |

| 1     | POR   | Hedvig Lindahl         |     |
| 19    | DEF   | Aïssatou Tounkara      |     |
| 3     | DEF   | Alia Guagni            | 80' |
| 4     | DEF   | Laia Aleixandri        |     |
| 5     | DEF   | Merel van Dongen       |     |
| 6     | MED   | Deyna Castellanos      | 68' |
| 10    | MED   | Amanda Sampedro        | 46' |
| 15    | MED   | Silvia Meseguer        |     |
| 20    | MED   | Leicy Santos           | 57' |
| 8     | DEL   | Ludmila da Silva       |     |
| 29    | DEL   | Ajara Nchout           | 80' |
| D. T. | D. T. | José Luis Sánchez Vera |     |

| 10 | MED | Estefanía Banini | 61' |
| 21 | DEL | Alba Redondo     | 61' |
| 17 | DEF | Aldana Cometti   | 82' |
| 9  | DEF | Lucía Gómez      | 88' |

| 7  | MED | Turid Knaak       | 46' |
| 17 | MED | Aminata Diallo    | 57' |
| 18 | MED | Toni Duggan       | 68' |
| 2  | DEF | Grace Kazadi      | 80' |
| 16 | DEL | Rasheedat Ajibade | 80' |

| 18' · 21' · 31' | Castellanos Ajara | 0-1 0-2 0-3 |

| Principal  | Frías Acedo      |
| Asistentes | Fernández Pérez  |
|            | Pardos Mainer    |
| Cuarto     | Martínez Madrona |

| 13    | POR   | Andrea Paraluta |     |
| 16    | DEF   | Jucinara Thais  |     |
| 17    | DEF   | María Alharilla | 88' |
| 4     | DEF   | María Méndez    |     |
| 5     | DEF   | Rocío Gálvez    |     |
| 6     | MED   | Sandie Toletti  |     |
| 8     | MED   | Irene Guerrero  | 61' |
| 12    | MED   | Claudia Zornoza |     |
| 18    | MED   | Eva Navarro     | 82' |
| 11    | DEL   | Nataša Andonova | 61' |
| 19    | DEL   | Esther González |     |
| D. T. | D. T. | María Pry       |     |

| 1     | POR   | Hedvig Lindahl         |     |
| 19    | DEF   | Aïssatou Tounkara      |     |
| 3     | DEF   | Alia Guagni            | 80' |
| 4     | DEF   | Laia Aleixandri        |     |
| 5     | DEF   | Merel van Dongen       |     |
| 6     | MED   | Deyna Castellanos      | 68' |
| 10    | MED   | Amanda Sampedro        | 46' |
| 15    | MED   | Silvia Meseguer        |     |
| 20    | MED   | Leicy Santos           | 57' |
| 8     | DEL   | Ludmila da Silva       |     |
| 29    | DEL   | Ajara Nchout           | 80' |
| D. T. | D. T. | José Luis Sánchez Vera |     |

| 10 | MED | Estefanía Banini | 61' |
| 21 | DEL | Alba Redondo     | 61' |
| 17 | DEF | Aldana Cometti   | 82' |
| 9  | DEF | Lucía Gómez      | 88' |

| 7  | MED | Turid Knaak       | 46' |
| 17 | MED | Aminata Diallo    | 57' |
| 18 | MED | Toni Duggan       | 68' |
| 2  | DEF | Grace Kazadi      | 80' |
| 16 | DEL | Rasheedat Ajibade | 80' |

| 18' · 21' · 31' | Castellanos Ajara | 0-1 0-2 0-3 |

| Principal  | Frías Acedo      |
| Asistentes | Fernández Pérez  |
|            | Pardos Mainer    |
| Cuarto     | Martínez Madrona |

| 13    | POR   | Andrea Paraluta |     |
| 16    | DEF   | Jucinara Thais  |     |
| 17    | DEF   | María Alharilla | 88' |
| 4     | DEF   | María Méndez    |     |
| 5     | DEF   | Rocío Gálvez    |     |
| 6     | MED   | Sandie Toletti  |     |
| 8     | MED   | Irene Guerrero  | 61' |
| 12    | MED   | Claudia Zornoza |     |
| 18    | MED   | Eva Navarro     | 82' |
| 11    | DEL   | Nataša Andonova | 61' |
| 19    | DEL   | Esther González |     |
| D. T. | D. T. | María Pry       |     |

| 1     | POR   | Hedvig Lindahl         |     |
| 19    | DEF   | Aïssatou Tounkara      |     |
| 3     | DEF   | Alia Guagni            | 80' |
| 4     | DEF   | Laia Aleixandri        |     |
| 5     | DEF   | Merel van Dongen       |     |
| 6     | MED   | Deyna Castellanos      | 68' |
| 10    | MED   | Amanda Sampedro        | 46' |
| 15    | MED   | Silvia Meseguer        |     |
| 20    | MED   | Leicy Santos           | 57' |
| 8     | DEL   | Ludmila da Silva       |     |
| 29    | DEL   | Ajara Nchout           | 80' |
| D. T. | D. T. | José Luis Sánchez Vera |     |

| 10 | MED | Estefanía Banini | 61' |
| 21 | DEL | Alba Redondo     | 61' |
| 17 | DEF | Aldana Cometti   | 82' |
| 9  | DEF | Lucía Gómez      | 88' |

| 7  | MED | Turid Knaak       | 46' |
| 17 | MED | Aminata Diallo    | 57' |
| 18 | MED | Toni Duggan       | 68' |
| 2  | DEF | Grace Kazadi      | 80' |
| 16 | DEL | Rasheedat Ajibade | 80' |

| 18' · 21' · 31' | Castellanos Ajara | 0-1 0-2 0-3 |

| Principal  | Frías Acedo      |
| Asistentes | Fernández Pérez  |
|            | Pardos Mainer    |
| Cuarto     | Martínez Madrona |

| Bandera de la Comunidad de Madrid |
| Campeón Atlético de Madrid        |
| 1.er título                       |

## Estadísticas

### Clasificación general
| Pos. | Club                | Pts. | PJ | PG | PE | PP | GF | GC | Dif | Rend. |
| ---- | ------------------- | ---- | -- | -- | -- | -- | -- | -- | --- | ----- |
| 1    | Atlético de Madrid  | 4    | 2  | 1  | 1  | 0  | 4  | 1  | +3  | 66.6% |
| 2    | Levante U. D.       | 3    | 2  | 1  | 0  | 1  | 3  | 4  | -1  | 50%   |
| 3    | F. C. Barcelona     | 0    | 1  | 0  | 1  | 0  | 1  | 1  | 0   | 33.3% |
| 4    | C. D. E. F. Logroño | 0    | 1  | 0  | 0  | 1  | 3  | 1  | –2  | 0%    |

### Goleadoras
| Pos. | Jugadora          | Club                | Goles |
| ---- | ----------------- | ------------------- | ----- |
| 1    | Ajara Nchout      | Atlético de Madrid  | 2     |
| 2    | Alexia Putellas   | F. C. Barcelona     | 1     |
| =    | Jade Boho         | C. D. E. F. Logroño | 1     |
| =    | Merel van Dongen  | Atlético de Madrid  | 1     |
| =    | Deyna Castellanos | Atlético de Madrid  | 1     |
| =    | Esther González   | Levante U. D.       | 1     |
| =    | Eva Navarro       | Levante U. D.       | 1     |
| =    | Nataša Andonova   | Levante U. D.       | 1     |